# قزمة الأسد الثانية
قزمة الأسد الثانية الأسد الثانية (أو الأسد ب) Leo II (Leo B) هي مجرة قزمة كروية تقع على بعد يقدر بحوالي 690,000 سنة ضوئية في كوكبة الأسد. وهي واحدة من المجرات القمرية المعروفة لدرب التبانة اعتبارا من أكتوبر 2008.
تم اكتشافها في عام 1950 من قبل روبرت جورج هارينغتون وألبرت جورج ويلسون، من مرصد جبل ويلسون ومرصد بالومار في كاليفورنيا.
ويعتقد أن أن قطر قزمة الأسد الثانية الفعلي يبلغ 178 ± 13 pc ومداها الجزري 632 ± 32 فرسخ فلكي.